# Ponthion
 Ponthion  es una población y comuna francesa, en la región de Champaña-Ardenas, departamento de Marne, en el distrito de Vitry-le-François y cantón de Thiéblemont-Farémont. El rey Carlos el Calvo celebró un sínodo en esta localidad, en el año 876.

## Demografía
| 132 | 122 | 118 | 109 | 117 | 114 |
| Para los censos de 1962 a 1999 la población legal corresponde a la población sin duplicidades (Fuente: INSEE [Consultar]) |     |     |     |     |     |